# UEFA Nations League 2020-21
UEFA Nations League 2020/21 var den anden udgave af UEFA Nations League. I forhold til den første udgave af turneringen var der lavet en ændring med hensyn til antallet af hold i hver række. Nu var der 16 hold i hver af de tre øverste rækker (League A, League B og League C), mens de resterende syv hold spillede i nederste række (League D). Turneringen løb fra september til november 2020. Finalekampene blev spillet 2. - 6. juni 2021.

## Holdenes fordeling
Holdene var fordelt på fire niveauer, kaldet League A (øverste række), League B, League C og League D (nederste række). Her følger en oversigt over holdene:
| Rise   | Hold, der oprindeligt havde sikret sig oprykning (før ændringen af turneringsstrukturen) |
| dagger | Oprindeligt rykket ned (før ændringen af turneringsstrukturen)                           |
| *      | Rykket op efter ændringen af turneringsstrukturen                                        |

| Seedningslag | Hold                     | ↑/↓    | Rangering |
| ------------ | ------------------------ | ------ | --------- |
| 1            | Portugal (forsv. mestre) |        | 1         |
| 1            | Holland                  |        | 2         |
| 1            | England                  |        | 3         |
| 1            | Schweiz                  |        | 4         |
| 2            | Belgien                  |        | 5         |
| 2            | Frankrig                 |        | 6         |
| 2            | Spanien                  |        | 7         |
| 2            | Italien                  |        | 8         |
| 3            | Bosnien-Hercegovina      | Rise   | 9         |
| 3            | Ukraine                  | Rise   | 10        |
| 3            | Danmark                  | Rise   | 11        |
| 3            | Sverige                  | Rise   | 12        |
| 4            | Kroatien                 | dagger | 13        |
| 4            | Polen                    | dagger | 14        |
| 4            | Tyskland                 | dagger | 15        |
| 4            | Island                   | dagger | 16        |

| Seedningslag | Hold       | ↑/↓    | Rangering |
| ------------ | ---------- | ------ | --------- |
| 1            | Rusland    |        | 17        |
| 1            | Østrig     |        | 18        |
| 1            | Wales      |        | 19        |
| 1            | Tjekkiet   |        | 20        |
| 2            | Skotland   | Rise   | 21        |
| 2            | Norge      | Rise   | 22        |
| 2            | Serbien    | Rise   | 23        |
| 2            | Finland    | Rise   | 24        |
| 3            | Slovakiet  | dagger | 25        |
| 3            | Tyrkiet    | dagger | 26        |
| 3            | Irland     | dagger | 27        |
| 3            | Nordirland | dagger | 28        |
| 4            | Bulgarien  | *      | 29        |
| 4            | Israel     | *      | 30        |
| 4            | Ungarn     | *      | 31        |
| 4            | Rumænien   | *      | 32        |

| Seedningslag | Hold           | ↑/↓    | Rangering |
| ------------ | -------------- | ------ | --------- |
| 1            | Grækenland     |        | 33        |
| 1            | Albanien       |        | 34        |
| 1            | Montenegro     |        | 35        |
| 1            | Georgien       | Rise   | 36        |
| 2            | Nordmakedonien | Rise   | 37        |
| 2            | Kosovo         | Rise   | 38        |
| 2            | Hviderusland   | Rise   | 39        |
| 2            | Cypern         | dagger | 40        |
| 3            | Estland        | dagger | 41        |
| 3            | Slovenien      | dagger | 42        |
| 3            | Litauen        | dagger | 43        |
| 3            | Luxembourg     | *      | 44        |
| 4            | Armenien       | *      | 45        |
| 4            | Aserbajdsjan   | *      | 46        |
| 4            | Kasakhstan     | *      | 47        |
| 4            | Moldova        | *      | 48        |

| Pot | Hold          | Rangering |
| --- | ------------- | --------- |
| 1   | Gibraltar     | 49        |
| 1   | Færøerne      | 50        |
| 1   | Letland       | 51        |
| 1   | Liechtenstein | 52        |
| 2   | Andorra       | 53        |
| 2   | Malta         | 54        |
| 2   | San Marino    | 55        |

Lodtrækningen fandt sted 3. marts 2020 i Amsterdam.

## Kampdatoer
Nedenfor er en oversigt over kampdatoerne i 2020/21-udgaven af Nations League.
| Fase                  | Runde                | Datoer               |
| --------------------- | -------------------- | -------------------- |
| League fasen          | Kampdag 1            | 3–5. september 2020  |
| League fasen          | Kampdag 2            | 6–8. september 2020  |
| League fasen          | Kampdag 3            | 10–11. oktober 2020  |
| League fasen          | Kampdag 4            | 13–14. oktober 2020  |
| League fasen          | Kampdag 5            | 14–15. november 2020 |
| League fasen          | Kampdag 6            | 17–18. november 2020 |
| Finaler               | Semifinaler          | 6–7. oktober 2021    |
| Finaler               | Tredjeplads play-off | 10. oktober 2021     |
| Finaler               | Finale               | 10. oktober 2021     |
| Nedryknings play-outs | Første kamp          | 24–25. marts 2022    |
| Nedryknings play-outs | Anden kamp           | 28–29. marts 2022    |

## League A

### Gruppe A1
| Pos | Hold                | K | V | U | T | M+ | M- | MF | P  | Kvalifikation eller nedrykning           |     | Italien | Holland | Polen | Bosnien-Hercegovina |
| --- | ------------------- | - | - | - | - | -- | -- | -- | -- | ---------------------------------------- | --- | ------- | ------- | ----- | ------------------- |
| 1   | Italien             | 6 | 3 | 3 | 0 | 7  | 2  | +5 | 12 | Kvalifikation til Nations League finaler |     | —       | 1–1     | 2–0   | 1–1                 |
| 2   | Holland             | 6 | 3 | 2 | 1 | 7  | 4  | +3 | 11 |                                          |     | 0–1     | —       | 1–0   | 3–1                 |
| 3   | Polen               | 6 | 2 | 1 | 3 | 6  | 6  | 0  | 7  |                                          | 0–0 | 1–2     | —       | 3–0   |                     |
| 4   | Bosnien-Hercegovina | 6 | 0 | 2 | 4 | 3  | 11 | −8 | 2  | Nedrykning til League B                  |     | 0–2     | 0–0     | 1–2   | —                   |

### Gruppe A2
| Pos | Hold    | K | V | U | T | M+ | M- | MF  | P  | Kvalifikation eller nedrykning           |     | Belgien | Danmark | England | Island |
| --- | ------- | - | - | - | - | -- | -- | --- | -- | ---------------------------------------- | --- | ------- | ------- | ------- | ------ |
| 1   | Belgien | 6 | 5 | 0 | 1 | 16 | 6  | +10 | 15 | Kvalifikation til Nations League finaler |     | —       | 4–2     | 2–0     | 5–1    |
| 2   | Danmark | 6 | 3 | 1 | 2 | 8  | 7  | +1  | 10 |                                          |     | 0–2     | —       | 0–0     | 2–1    |
| 3   | England | 6 | 3 | 1 | 2 | 7  | 4  | +3  | 10 |                                          | 2–1 | 0–1     | —       | 4–0     |        |
| 4   | Island  | 6 | 0 | 0 | 6 | 3  | 17 | −14 | 0  | Nedrykning til League B                  |     | 1–2     | 0–3     | 0–1     | —      |

1. 1 2  Head-to-head points: Danmark 4, England 1.

### Gruppe A3
| Pos | Hold     | K | V | U | T | M+ | M- | MF | P  | Kvalifikation eller nedrykning           |     | Frankrig | Portugal | Kroatien | Sverige |
| --- | -------- | - | - | - | - | -- | -- | -- | -- | ---------------------------------------- | --- | -------- | -------- | -------- | ------- |
| 1   | Frankrig | 6 | 5 | 1 | 0 | 12 | 5  | +7 | 16 | Kvalifikation til Nations League finaler |     | —        | 0–0      | 4–2      | 4–2     |
| 2   | Portugal | 6 | 4 | 1 | 1 | 12 | 4  | +8 | 13 |                                          |     | 0–1      | —        | 4–1      | 3–0     |
| 3   | Kroatien | 6 | 1 | 0 | 5 | 9  | 16 | −7 | 3  |                                          | 1–2 | 2–3      | —        | 2–1      |         |
| 4   | Sverige  | 6 | 1 | 0 | 5 | 5  | 13 | −8 | 3  | Nedrykning til League B                  |     | 0–1      | 0–2      | 2–1      | —       |

### Gruppe A4
| Pos | Hold         | K | V | U | T | M+ | M- | MF  | P  | Kvalifikation eller nedrykning           |     | Spanien | Tyskland | Ukraine | Schweiz |
| --- | ------------ | - | - | - | - | -- | -- | --- | -- | ---------------------------------------- | --- | ------- | -------- | ------- | ------- |
| 1   | Spanien (A)  | 6 | 3 | 2 | 1 | 13 | 3  | +10 | 11 | Kvalifikation til Nations League finaler |     | —       | 6–0      | 4–0     | 1–0     |
| 2   | Tyskland (X) | 6 | 2 | 3 | 1 | 10 | 13 | −3  | 9  |                                          |     | 1–1     | —        | 3–1     | 3–3     |
| 3   | Ukraine      | 5 | 2 | 0 | 3 | 5  | 10 | −5  | 6  |                                          | 1–0 | 1–2     | —        | 2–1     |         |
| 4   | Schweiz      | 5 | 0 | 3 | 2 | 6  | 8  | −2  | 3  | Nedrykning til League B                  |     | 1–1     | 1–1      | Canc.   | —       |

1. ↑  Schweiz v Ukraine kampen blev aflyst pga. posivitive COVID-19 tests hos det ukrainske hold. Sagen vil blive behandlet af UEFA Control, Ethics and Disciplinary Body.

## League B

### Gruppe B1
| Pos | Hold       | K | V | U | T | M+ | M- | MF | P  | Oprykning eller nedrykning |     | Østrig | Norge | Rumænien | Nordirland |
| --- | ---------- | - | - | - | - | -- | -- | -- | -- | -------------------------- | --- | ------ | ----- | -------- | ---------- |
| 1   | Østrig (P) | 6 | 4 | 1 | 1 | 9  | 6  | +3 | 13 | Oprykning til League A     |     | —      | 1–1   | 2–3      | 2–1        |
| 2   | Norge      | 6 | 3 | 1 | 2 | 12 | 7  | +5 | 10 |                            |     | 1–2    | —     | 4–0      | 1–0        |
| 3   | Rumænien   | 6 | 2 | 2 | 2 | 8  | 9  | −1 | 8  |                            | 0–1 | 3–0    | —     | 1–1      |            |
| 4   | Nordirland | 6 | 0 | 2 | 4 | 4  | 11 | −7 | 2  | Nedrykning til League C    |     | 0–1    | 1–5   | 1–1      | —          |

1. ↑  Rumænien v Norge kampen blev aflyst, fordi der var en positiv COVID-19 test hold det norske landshold. Rumænien blev tildelt en 3-0 sejr.

### Gruppe B2
| Pos | Hold         | K | V | U | T | M+ | M- | MF | P  | Oprykning eller nedrykning |     | Tjekkiet | Skotland | Israel | Slovakiet |
| --- | ------------ | - | - | - | - | -- | -- | -- | -- | -------------------------- | --- | -------- | -------- | ------ | --------- |
| 1   | Tjekkiet (P) | 6 | 4 | 0 | 2 | 9  | 5  | +4 | 12 | Oprykning til League A     |     | —        | 1–2      | 1–0    | 2–0       |
| 2   | Skotland     | 6 | 3 | 1 | 2 | 5  | 4  | +1 | 10 |                            |     | 1–0      | —        | 1–1    | 1–0       |
| 3   | Israel       | 6 | 2 | 2 | 2 | 7  | 7  | 0  | 8  |                            | 1–2 | 1–0      | —        | 1–1    |           |
| 4   | Slovakiet    | 6 | 1 | 1 | 4 | 5  | 10 | −5 | 4  | Nedrykning til League C    |     | 1–3      | 1–0      | 2–3    | —         |

### Gruppe B3
| Pos | Hold       | K | V | U | T | M+ | M- | MF | P  | Oprykning eller nedrykning |     | Ungarn | Rusland | Serbien | Tyrkiet |
| --- | ---------- | - | - | - | - | -- | -- | -- | -- | -------------------------- | --- | ------ | ------- | ------- | ------- |
| 1   | Ungarn (P) | 6 | 3 | 2 | 1 | 7  | 4  | +3 | 11 | Oprykning til League A     |     | —      | 2–3     | 1–1     | 2–0     |
| 2   | Rusland    | 6 | 2 | 2 | 2 | 9  | 12 | −3 | 8  |                            |     | 0–0    | —       | 3–1     | 1–1     |
| 3   | Serbien    | 6 | 1 | 3 | 2 | 9  | 7  | +2 | 6  |                            | 0–1 | 5–0    | —       | 0–0     |         |
| 4   | Tyrkiet    | 6 | 1 | 3 | 2 | 6  | 8  | −2 | 6  | Nedrykning til League C    |     | 0–1    | 3–2     | 2–2     | —       |

1. 1 2  Tied on head-to-head points (2) and head-to-head goal difference (0). Head-to-head away goals: Serbia 2, Turkey 0.

### Gruppe B4
| Pos | Hold      | K | V | U | T | M+ | M- | MF | P  | Oprykning eller nedrykning |     | Wales | Finland | Irland | Bulgarien |
| --- | --------- | - | - | - | - | -- | -- | -- | -- | -------------------------- | --- | ----- | ------- | ------ | --------- |
| 1   | Wales (P) | 6 | 5 | 1 | 0 | 7  | 1  | +6 | 16 | Oprykning til League A     |     | —     | 3–1     | 1–0    | 1–0       |
| 2   | Finland   | 6 | 4 | 0 | 2 | 7  | 5  | +2 | 12 |                            |     | 0–1   | —       | 1–0    | 2–0       |
| 3   | Irland    | 6 | 0 | 3 | 3 | 1  | 4  | −3 | 3  |                            | 0–0 | 0–1   | —       | 0–0    |           |
| 4   | Bulgarien | 6 | 0 | 2 | 4 | 2  | 7  | −5 | 2  | Nedrykning til League C    |     | 0–1   | 1–2     | 1–1    | —         |

## League C

### Gruppe C1
| Pos | Hold           | K | V | U | T | M+ | M- | MF | P  | Oprykning eller kvalifikation           |     | Montenegro | Luxembourg | Aserbajdsjan | Cypern |
| --- | -------------- | - | - | - | - | -- | -- | -- | -- | --------------------------------------- | --- | ---------- | ---------- | ------------ | ------ |
| 1   | Montenegro (P) | 6 | 4 | 1 | 1 | 10 | 2  | +8 | 13 | Oprykning til League B                  |     | —          | 1–2        | 2–0          | 4–0    |
| 2   | Luxembourg     | 6 | 3 | 1 | 2 | 7  | 5  | +2 | 10 |                                         |     | 0–1        | —          | 0–0          | 2–0    |
| 3   | Aserbajdsjan   | 6 | 1 | 3 | 2 | 2  | 4  | −2 | 6  |                                         | 0–0 | 1–2        | —          | 0–0          |        |
| 4   | Cypern         | 6 | 1 | 1 | 4 | 2  | 10 | −8 | 4  | Kvalifikation til nedryknings play-outs |     | 0–2        | 2–1        | 0–1          | —      |

### Gruppe C2
| Pos | Hold           | K | V | U | T | M+ | M- | MF | P  | Oprykning eller kvalifikation           |     | Armenien | Nordmakedonien | Georgien | Estland |
| --- | -------------- | - | - | - | - | -- | -- | -- | -- | --------------------------------------- | --- | -------- | -------------- | -------- | ------- |
| 1   | Armenien (P)   | 6 | 3 | 2 | 1 | 9  | 6  | +3 | 11 | Oprykning til League B                  |     | —        | 1–0            | 2–2      | 2–0     |
| 2   | Nordmakedonien | 6 | 2 | 3 | 1 | 9  | 8  | +1 | 9  |                                         |     | 2–1      | —              | 1–1      | 2–1     |
| 3   | Georgien       | 6 | 1 | 4 | 1 | 6  | 6  | 0  | 7  |                                         | 1–2 | 1–1      | —              | 0–0      |         |
| 4   | Estland        | 6 | 0 | 3 | 3 | 5  | 9  | −4 | 3  | Kvalifikation til nedryknings play-outs |     | 1–1      | 3–3            | 0–1      | —       |

### Gruppe C3
| Pos | Hold          | K | V | U | T | M+ | M- | MF  | P  | Oprykning eller kvalifikation           |     | Slovenien | Grækenland | Kosovo | Moldova |
| --- | ------------- | - | - | - | - | -- | -- | --- | -- | --------------------------------------- | --- | --------- | ---------- | ------ | ------- |
| 1   | Slovenien (P) | 6 | 4 | 2 | 0 | 8  | 1  | +7  | 14 | Oprykning til League B                  |     | —         | 0–0        | 2–1    | 1–0     |
| 2   | Grækenland    | 6 | 3 | 3 | 0 | 6  | 1  | +5  | 12 |                                         |     | 0–0       | —          | 0–0    | 2–0     |
| 3   | Kosovo        | 6 | 1 | 2 | 3 | 4  | 6  | −2  | 5  |                                         | 0–1 | 1–2       | —          | 1–0    |         |
| 4   | Moldova       | 6 | 0 | 1 | 5 | 1  | 11 | −10 | 1  | Kvalifikation til nedryknings play-outs |     | 0–4       | 0–2        | 1–1    | —       |

### Gruppe C4
| Pos | Hold         | K | V | U | T | M+ | M- | MF | P  | Oprykning eller kvalifikation           |     | Albanien | Hviderusland | Litauen | Kasakhstan |
| --- | ------------ | - | - | - | - | -- | -- | -- | -- | --------------------------------------- | --- | -------- | ------------ | ------- | ---------- |
| 1   | Albanien (P) | 6 | 3 | 2 | 1 | 8  | 4  | +4 | 11 | Oprykning til League B                  |     | —        | 3–2          | 0–1     | 3–1        |
| 2   | Hviderusland | 6 | 3 | 1 | 2 | 10 | 8  | +2 | 10 |                                         |     | 0–2      | —            | 2–0     | 2–0        |
| 3   | Litauen      | 6 | 2 | 2 | 2 | 5  | 7  | −2 | 8  |                                         | 0–0 | 2–2      | —            | 0–2     |            |
| 4   | Kasakhstan   | 6 | 1 | 1 | 4 | 5  | 9  | −4 | 4  | Kvalifikation til nedryknings play-outs |     | 0–0      | 1–2          | 1–2     | —          |

## League D

### Gruppe D1
| Pos | Hold         | K | V | U | T | M+ | M- | MF  | P  | Oprykning              |     | Færøerne | Malta | Letland | Andorra |
| --- | ------------ | - | - | - | - | -- | -- | --- | -- | ---------------------- | --- | -------- | ----- | ------- | ------- |
| 1   | Færøerne (P) | 6 | 3 | 3 | 0 | 9  | 5  | +4  | 12 | Oprykning til League C |     | —        | 3–2   | 1–1     | 2–0     |
| 2   | Malta        | 6 | 2 | 3 | 1 | 8  | 6  | +2  | 9  |                        |     | 1–1      | —     | 1–1     | 3–1     |
| 3   | Letland      | 6 | 1 | 4 | 1 | 8  | 4  | +4  | 7  |                        | 1–1 | 0–1      | —     | 0–0     |         |
| 4   | Andorra      | 6 | 0 | 2 | 4 | 1  | 11 | −10 | 2  |                        | 0–1 | 0–0      | 0–5   | —       |         |

### Gruppe D2
| Pos | Hold          | K | V | U | T | M+ | M- | MF | P | Oprykning              |     | Gibraltar | Liechtenstein | San Marino |
| --- | ------------- | - | - | - | - | -- | -- | -- | - | ---------------------- | --- | --------- | ------------- | ---------- |
| 1   | Gibraltar (P) | 4 | 2 | 2 | 0 | 3  | 1  | +2 | 8 | Oprykning til League C |     | —         | 1–1           | 1–0        |
| 2   | Liechtenstein | 4 | 1 | 2 | 1 | 3  | 2  | +1 | 5 |                        |     | 0–1       | —             | 0–0        |
| 3   | San Marino    | 4 | 0 | 2 | 2 | 0  | 3  | −3 | 2 |                        | 0–0 | 0–2       | —             |            |

## Bedste målscorere
Opdateret: 19. november 2020
Kilde:
| Nr. | Spiller           | Landshold  | Mål | Liga |
| --- | ----------------- | ---------- | --- | ---- |
| 1   | Erling Haaland    | Norge      | 6   | B    |
| 2   | Eran Zahavi       | Israel     | 5   | B    |
| 2   | Romelu Lukaku     | Belgien    | 5   | A    |
| 4   | Christian Eriksen | Danmark    | 4   | A    |
| 4   | Ferran Torres     | Spanien    | 4   | A    |
| 4   | Timo Werner       | Tyskland   | 4   | A    |
| 4   | Stevan Jovetić    | Montenegro | 4   | C    |
| 4   | Haris Vučkić      | Slovenien  | 4   | C    |
| 4   | Rauno Sappinen    | Estland    | 4   | C    |
| 4   | Sokol Cikalleshi  | Albanien   | 4   | C    |
| 4   | Klæmint Olsen     | Færøerne   | 4   | D    |